# 군산역
군산역(Gunsan station, 群山驛)은 전북특별자치도 군산시 내흥동에 있는 장항선의 철도역이다. 새마을호와 무궁화호가 모두 정차하며, 역무실에서 한국철도 100주년 기념 스탬프를 날인해 갈 수 있다.
2008년에 군산선과 장항선이 연결로 신역사로 이전 개업과 동시에 철도 컨테이너야드가 완공되어 화물 취급도 개시했다.

## 역사
- 2000년 5월 15일 : 장항선 ↔ 군산선 연결 공사와 함께 착공
- 2008년 1월 1일 : 장항선 이설과 함께 군산역으로 영업 개시[1]
- 2008년 2월 18일 : 철도 컨테이너야드 설치와 함께 화물 취급 개시
- 2009년 8월 : 보통역으로 격하
- 2015년 2월 5일 : 서해금빛열차(WEST GOLD TRAIN) 운행 개시

## 승강장
2면 4선식의 쌍섬식 승강장으로 운용된다.
| ↑ 장항          |
| １２ \| ３４ \| |
| 대야 ↓          |

| 1 | 장항선 | ITX-새마을·무궁화호·서해금빛열차 | 사용하지 않음       |
| 2 | 장항선 | ITX-새마을·무궁화호·서해금빛열차 | 천안·수원·용산 방면 |
| 3 | 장항선 | ITX-새마을·무궁화호·서해금빛열차 | 대야·익산 방면      |
| 4 | 장항선 | ITX-새마을·무궁화호·서해금빛열차 | 사용하지 않음       |

## 역 주변
- 금강하구둑

## 인접한 역
| 장항선         | 장항선          | 장항선         |
| -------------- | --------------- | -------------- |
| 장항 용산 방면 | 새마을호 장항선 | 익산 방면      |
| 장항 용산 방면 | 무궁화호 장항선 | 대야 익산 방면 |
| 장항 용산 방면 | 서해금빛열차    | 익산 방면      |